# Aucklandöarna

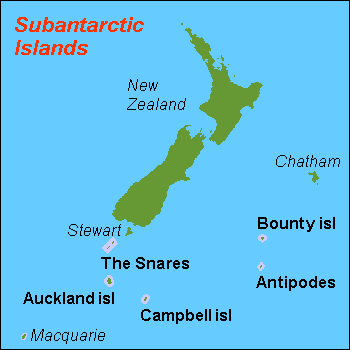
översiktskarta

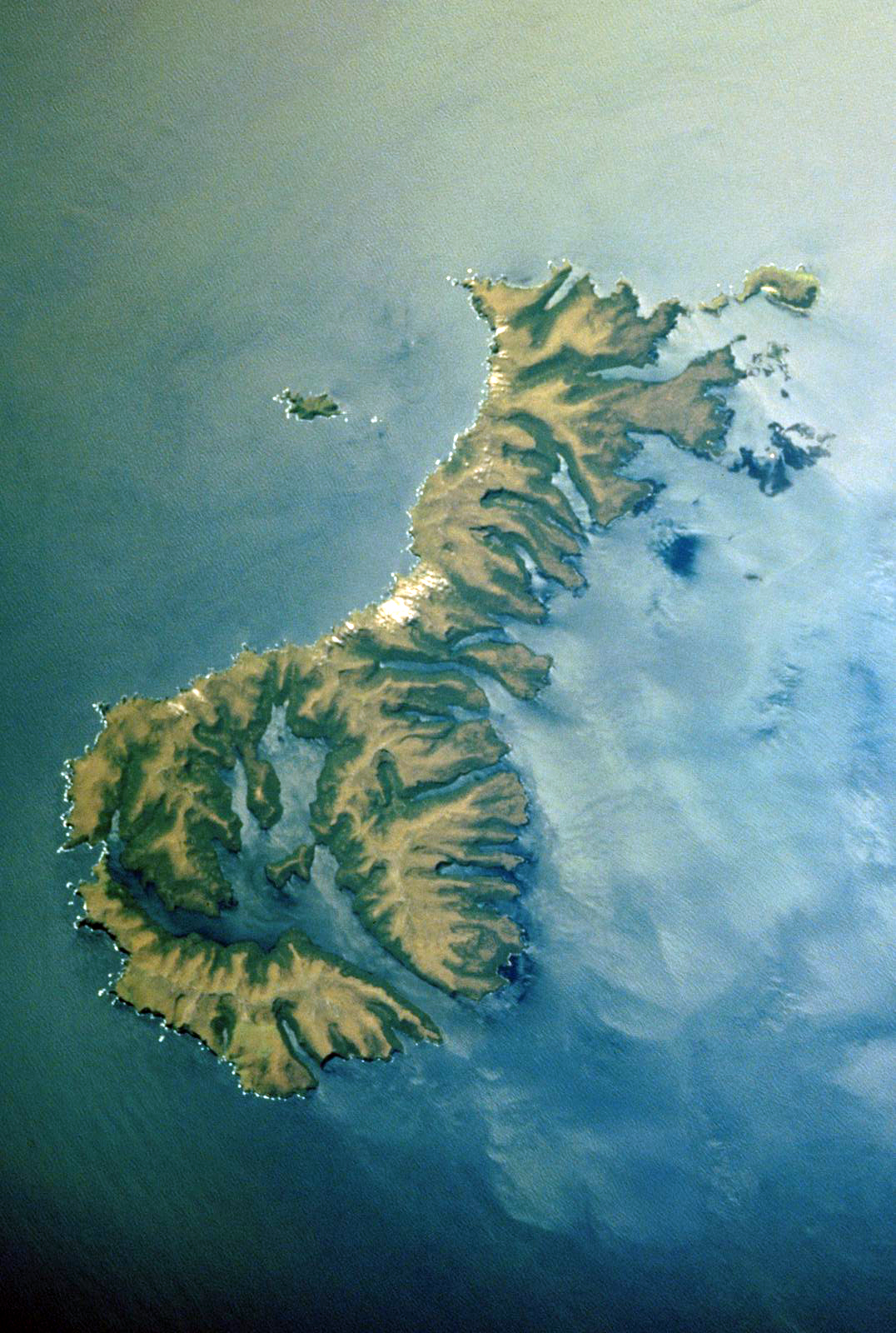
Aucklandöarna

Aucklandöarna (maori Motu Maha, engelska Auckland Islands) är en ögrupp bland Nya Zeelands subantarktiska öar i södra Stilla havet. Huvudön Aucklandön ligger 470 kilometer söder om Sydön.

## Geografi
Aucklandöarna ligger cirka 465 km söder om Sydön. De geografiska koordinaterna är 50°42′ S och 166°05′ Ö.
Ögruppen är av vulkaniskt ursprung och har en area om cirka 606 km² fördelade på de större öarna
- Auckland Island, huvudön, cirka 470 km², cirka 40 km lång och 27 km bred, naturhamnar Port Ross i norr och Carnley Harbour i söder
- Adams Island, cirka 90 km², söder om huvudön
- Enderby Island, cirka 5 km², norr om huvudön
- Disappointment Islands, cirka 5 km², väster om huvudön
- Dundas Island, norr om huvudön
- Ewing Island, norr om huvudön
- Green Islet, norr om huvudön

Öarna är obebodda och högsta höjden Mount Dick finns på Adams Island med cirka 660 m ö.h.
Öarna är resten av två vulkaner som var aktiva för 10 till 25 miljoner år sedan. På huvudöns västra sida förekommer upp till 400 meter höga branta klippor vid kusten och fjordarna på huvudöns östra sida skapades av glaciärer under senaste istiden.
Vädret kännetecknas av långa tider med ett molntäcke samt av mycket vind och regn eller snö. Ögruppen har en årlig medeltemperatur av 8°C och årsnederbörden ligger mellan 1000 och 1500 mm.

## Natur
I låglandet upp till 50 meter över havet är buskar av arten Metrosideros umbellata vanliga och vid några ställen i låglandet kan den trädliknande ormbunken Cyathea smithii hittas. Även Fuchsia excorticata växer här. I kulliga områden till cirka 300 meter över havet är buskar av släktena Dracophyllum, Coprosma, Myrsine, Ozothamnus och Pseudopanax vanliga. Sedan följer gräsmarker med Chionochloa antarctica. De högsta topparna är täckta med halvgräs, mossa och lav.
Aucklandöarna är häckningsplats för gulögd pingvin (Megadyptes antipodes) och en rad sjöfåglar bland annat albatrosser. Området är även en häckningsplats för Hookers sjölejon (Phocarctos hookeri). Här samlas varje år 12 000 till 16 000 exemplar av denna sälart för fortplantningen. Även mindre kolonier av sydlig sjöelefant förekommer och leopardsälen är en tillfällig gäst. Dessutom besöker årligen cirka 1 000 individer av sydkapare havet kring öarna för att para sig.
Åtgärder görs för att utrota däggdjur som ursprungligen inte fanns på Aucklandöarna och som introducerats av människan. Sedan 1987 finns inga getter och kaniner kvar, och åtgärder görs för att utrota bestånd av husmus, tamkatt och gris.

## Historia
Maorierna eller en annan polynesisk folkgrupp hade tillfälliga bosättningar på ögruppen under 1200-talet eller 1300-talet. Området upptäcktes för Västvärlden den 18 augusti 1806 av den brittiske kaptenen Abraham Bristow på fartyget "Ocean". Året efter utropades området till brittiskt territorium, och fick sitt namn efter William Eden, 1:e baron Auckland.
Viss utforskning av öarna gjordes1839 av d'Urville och 1840 av Ross.
Det gjordes en del fruktlösa försök till permanenta bosättningar men från 1807 fram till 1894 var området mest jaktmark för sälfångare och senare valfångare. Ögruppens bestånd av Hookers sjölejon var redan vid slutet av 1830-talet utrotat men individer från andra regioner vandrade in.
Området upptogs på Unescos världsarvslista 1998 och numera krävs särskilt tillstånd för att landstiga på öarna. 1910 blev Adams Island en nationalpark och senare utökades hela ögruppen till nationalpark Auckland Islands / Motu Maha Marine Reserve.